# Хосеп Гонсальво
Хосеп Гонсальво Фалькон (ісп. Josep Gonzalvo Falcón, 16 січня 1920, Мульєт-дал-Бальєс — 31 травня 1978, Барселона), що був відомий в іспанському футболі як Гонсальво II (ісп. Gonzalvo II) — іспанський футболіст, який грав на позиції півзахисника. По завершенні ігрової кар'єри — тренер.
Виступав, зокрема, за «Барселону», з якою тричі ставав чемпіоном Іспанії, а також національну збірну Іспанії, у складі якої був учасником чемпіонату світу 1950 року.

## Клубна кар'єра
У дорослому футболі дебютував 1941 року виступами за друголігову «Сеуту», в якій провів два сезони. 
Протягом 1943—1944 років захищав кольори команди клубу «Сабадель», у складі якої грав пліч-о-пліч зі старшим братом Хуліо, відомим як Гонсальво I.
Вже після свого першого сезону у Ла-Лізі, проведеного за «Сабадель», отримав запрошення від основної каталонської команди, «Барселони». Відіграв за «Барсу» шість сезонів своєї ігрової кар'єри, взявши в її складі участь у 198 матчах в усіх турнірах. Більшість часу, проведеного у складі «Барселони», був основним гравцем команди і виборов три титул чемпіона Іспанії. Протягом усієї кар'єри у «Барселоні» одним з його партнерів на полі був його молодший брат Маріано, відомим як Гонсальво III.
1950 року перейшов до клубу «Реал Сарагоса», який балансував між найвищім і другим іспанськими дивізіонами, за який відіграв 4 сезони, після чого завершив професійну кар'єру у 34-річному віці.

## Виступи за збірні
Протягом 1942–1950 років провів п'ять матчів і забив один гол за збірну Каталонії.
1948 року дебютував в офіційних матчах у складі національної збірної Іспанії. Протягом кар'єри у національній команді, яка тривала 3 роки, провів у формі головної команди країни 8 ігор, у тому числі п'ять матчів в рамках фінальної частини чемпіонату світу 1950 року, що проходив у Бразилії.

## Кар'єра тренера
1963 року змінив Ладислава Кубалу на посаді головного тренера «Барселони». Його перебування на чолі каталонської команди було нетривалим, зокрема у чемпіонаті під його керівництвом команда провела лише 15 ігор. Утім на той же період припали вирішальні матчі у тогорічному розіграші Кубка Генералісимуса, тож цей трофей каталонці вибороли саме під орудою Гонсальво.
Помер 31 травня 1978 року на 59-му році життя у місті Барселона.

## Титули і досягнення

### Як гравця
- Чемпіон Іспанії (3):

«Барселона»: 1944-1945, 1947-1948, 1948-1949
- Володар Латинського кубка (1):

«Барселона»: 1949
- Володар Кубка Еви Дуарте (2):

«Барселона»: 1945, 1948

### Як тренера
- Володар Кубка Генералісимуса (1):

«Барселона»: 1962-1963